# Songs for You, Truths for Me
Songs for You, Truths for Me is de opvolger van het debuutalbum Undiscovered van de Engelse singer-songwriter James Morrison, uitgebracht in Europa op 29 september 2008. De eerste single van het album was "You Make It Real". De tweede single, "Nothing Ever Hurt Like You", is alleen maar uitgebracht in de Verenigde Staten. De derde single wordt het duet met Nelly Furtado "Broken Strings".

## Tracklist
1. "The Only Night" (James Morrison, Martin Terefe) – 3:37
2. "Save Yourself" (James Morrison, Chris Braide, Steve Robson, Wayne Hector) – 3:01
3. "You Make It Real (James Morrison, Paul Barry) – 3:31
4. "Please Don't Stop The Rain" (James Morrison, Ryan Tedder)  – 3:54
5. "Broken Strings" (met Nelly Furtado) (James Morrison, Nina Woodford, Fraser T Smith) – 4:10
6. "Nothing Ever Hurt Like You" (James Morrison, Paul Barry, Mark Taylor) – 3:52
7. "Once When I Was Little" (James Morrison, Dan Wilson, Martin Terefe)  – 4:42
8. "Precious Love" (James Morrison, John Shanks)  – 3:37
9. "If You Don't Wanna Love Me" (James Morrison, Martin Bammer, Steve Robson) – 4:15
10. "Fix The World Up For You" (James Morrison, Steve Robson, Martin Bammer)  – 3:35
11. "Dream On Hayley" (James Morrison, Eg White) – 3:33
12. "Love Is Hard" (James Morrison, Martin Bammer, Steve Robson) – 3:53

## Charts
| Chart (2008)                | Piek |
| --------------------------- | ---- |
| UK Album Chart              | 3    |
| ARIA Charts                 | 21   |
| Deense Album Chart          | 20   |
| Nederlandse Album Top 100   | 11   |
| Ierse Album Chart           | 14   |
| Nieuw-Zeelandse Album Chart | 19   |
| Zwitserse Album Chart       | 12   |
| US Billboard 200            | 49   |

## Hitnotering
| "Songs for You, Truths for Me" in de Nederlandse Album Top 100 - binnen: 04-10-2008 | "Songs for You, Truths for Me" in de Nederlandse Album Top 100 - binnen: 04-10-2008 | "Songs for You, Truths for Me" in de Nederlandse Album Top 100 - binnen: 04-10-2008 | "Songs for You, Truths for Me" in de Nederlandse Album Top 100 - binnen: 04-10-2008 | "Songs for You, Truths for Me" in de Nederlandse Album Top 100 - binnen: 04-10-2008 | "Songs for You, Truths for Me" in de Nederlandse Album Top 100 - binnen: 04-10-2008 | "Songs for You, Truths for Me" in de Nederlandse Album Top 100 - binnen: 04-10-2008 | "Songs for You, Truths for Me" in de Nederlandse Album Top 100 - binnen: 04-10-2008 | "Songs for You, Truths for Me" in de Nederlandse Album Top 100 - binnen: 04-10-2008 | "Songs for You, Truths for Me" in de Nederlandse Album Top 100 - binnen: 04-10-2008 | "Songs for You, Truths for Me" in de Nederlandse Album Top 100 - binnen: 04-10-2008 | "Songs for You, Truths for Me" in de Nederlandse Album Top 100 - binnen: 04-10-2008 | "Songs for You, Truths for Me" in de Nederlandse Album Top 100 - binnen: 04-10-2008 | "Songs for You, Truths for Me" in de Nederlandse Album Top 100 - binnen: 04-10-2008 | "Songs for You, Truths for Me" in de Nederlandse Album Top 100 - binnen: 04-10-2008 | "Songs for You, Truths for Me" in de Nederlandse Album Top 100 - binnen: 04-10-2008 | "Songs for You, Truths for Me" in de Nederlandse Album Top 100 - binnen: 04-10-2008 | "Songs for You, Truths for Me" in de Nederlandse Album Top 100 - binnen: 04-10-2008 | "Songs for You, Truths for Me" in de Nederlandse Album Top 100 - binnen: 04-10-2008 | "Songs for You, Truths for Me" in de Nederlandse Album Top 100 - binnen: 04-10-2008 | "Songs for You, Truths for Me" in de Nederlandse Album Top 100 - binnen: 04-10-2008 | "Songs for You, Truths for Me" in de Nederlandse Album Top 100 - binnen: 04-10-2008 | "Songs for You, Truths for Me" in de Nederlandse Album Top 100 - binnen: 04-10-2008 | "Songs for You, Truths for Me" in de Nederlandse Album Top 100 - binnen: 04-10-2008 | "Songs for You, Truths for Me" in de Nederlandse Album Top 100 - binnen: 04-10-2008 | "Songs for You, Truths for Me" in de Nederlandse Album Top 100 - binnen: 04-10-2008 | "Songs for You, Truths for Me" in de Nederlandse Album Top 100 - binnen: 04-10-2008 | "Songs for You, Truths for Me" in de Nederlandse Album Top 100 - binnen: 04-10-2008 | "Songs for You, Truths for Me" in de Nederlandse Album Top 100 - binnen: 04-10-2008 | "Songs for You, Truths for Me" in de Nederlandse Album Top 100 - binnen: 04-10-2008 | "Songs for You, Truths for Me" in de Nederlandse Album Top 100 - binnen: 04-10-2008 | "Songs for You, Truths for Me" in de Nederlandse Album Top 100 - binnen: 04-10-2008 | "Songs for You, Truths for Me" in de Nederlandse Album Top 100 - binnen: 04-10-2008 | "Songs for You, Truths for Me" in de Nederlandse Album Top 100 - binnen: 04-10-2008 |
| Week                                                                                | 01                                                                                  | 02                                                                                  | 03                                                                                  | 04                                                                                  | 05                                                                                  | 06                                                                                  | 07                                                                                  | 08                                                                                  | 09                                                                                  | 10                                                                                  | 11                                                                                  | 12                                                                                  | 13                                                                                  | 14                                                                                  | 15                                                                                  | 16                                                                                  | 17                                                                                  | 18                                                                                  | 19                                                                                  | 20                                                                                  | 21                                                                                  | 22                                                                                  | 23                                                                                  | 24                                                                                  | 25                                                                                  | 26                                                                                  | 27                                                                                  | 28                                                                                  | 29                                                                                  | 30                                                                                  |                                                                                     | 31                                                                                  | 32                                                                                  |
| ----------------------------------------------------------------------------------- | ----------------------------------------------------------------------------------- | ----------------------------------------------------------------------------------- | ----------------------------------------------------------------------------------- | ----------------------------------------------------------------------------------- | ----------------------------------------------------------------------------------- | ----------------------------------------------------------------------------------- | ----------------------------------------------------------------------------------- | ----------------------------------------------------------------------------------- | ----------------------------------------------------------------------------------- | ----------------------------------------------------------------------------------- | ----------------------------------------------------------------------------------- | ----------------------------------------------------------------------------------- | ----------------------------------------------------------------------------------- | ----------------------------------------------------------------------------------- | ----------------------------------------------------------------------------------- | ----------------------------------------------------------------------------------- | ----------------------------------------------------------------------------------- | ----------------------------------------------------------------------------------- | ----------------------------------------------------------------------------------- | ----------------------------------------------------------------------------------- | ----------------------------------------------------------------------------------- | ----------------------------------------------------------------------------------- | ----------------------------------------------------------------------------------- | ----------------------------------------------------------------------------------- | ----------------------------------------------------------------------------------- | ----------------------------------------------------------------------------------- | ----------------------------------------------------------------------------------- | ----------------------------------------------------------------------------------- | ----------------------------------------------------------------------------------- | ----------------------------------------------------------------------------------- | ----------------------------------------------------------------------------------- | ----------------------------------------------------------------------------------- | ----------------------------------------------------------------------------------- |
| Nummer                                                                              | 11                                                                                  | 13                                                                                  | 24                                                                                  | 34                                                                                  | 39                                                                                  | 50                                                                                  | 50                                                                                  | 72                                                                                  | 77                                                                                  | 82                                                                                  | 67                                                                                  | 64                                                                                  | 56                                                                                  | 59                                                                                  | 70                                                                                  | 64                                                                                  | 52                                                                                  | 59                                                                                  | 35                                                                                  | 35                                                                                  | 30                                                                                  | 40                                                                                  | 46                                                                                  | 40                                                                                  | 43                                                                                  | 57                                                                                  | 34                                                                                  | 39                                                                                  | 82                                                                                  | 85                                                                                  | uit                                                                                 | 85                                                                                  | 73                                                                                  |
| Week                                                                                | 33                                                                                  | 34                                                                                  | 35                                                                                  | 36                                                                                  | 37                                                                                  | 38                                                                                  | 39                                                                                  | 40                                                                                  | 41                                                                                  |                                                                                     | 42                                                                                  | 43                                                                                  | 44                                                                                  | 45                                                                                  |                                                                                     | 46                                                                                  | 47                                                                                  | 48                                                                                  | 49                                                                                  | 50                                                                                  | 51                                                                                  | 52                                                                                  | 53                                                                                  | 54                                                                                  | 55                                                                                  | 56                                                                                  | 57                                                                                  | 58                                                                                  | 59                                                                                  | 60                                                                                  | 61                                                                                  |                                                                                     |                                                                                     |
| Nummer                                                                              | 94                                                                                  | 83                                                                                  | 66                                                                                  | 88                                                                                  | 81                                                                                  | 94                                                                                  | 87                                                                                  | 94                                                                                  | 99                                                                                  | uit                                                                                 | 73                                                                                  | 52                                                                                  | 66                                                                                  | 84                                                                                  | uit                                                                                 | 77                                                                                  | 87                                                                                  | 91                                                                                  | 82                                                                                  | 92                                                                                  | 78                                                                                  | 80                                                                                  | 82                                                                                  | 79                                                                                  | 97                                                                                  | 83                                                                                  | 89                                                                                  | 85                                                                                  | 68                                                                                  | 93                                                                                  | 89                                                                                  | uit                                                                                 |                                                                                     |

## Release
| Regio            | Datum             | Label      | Format |
| ---------------- | ----------------- | ---------- | ------ |
| Europa           | 29 september 2008 | Polydor    | Cd     |
| Verenigde Staten | 30 september 2008 | Interscope | Cd     |
| Brazilië         | 7 oktober 2008    | Universal  | Cd     |